# Listă de filme britanice din 1940
Aceasta este o listă de filme britanice din 1940:

## Lista
| Titlu                           | Regizor                                   | Distribuție                                         | Gen               | Note                                                           |
| ------------------------------- | ----------------------------------------- | --------------------------------------------------- | ----------------- | -------------------------------------------------------------- |
| 21 Days                         | Basil Dean                                | Vivien Leigh, Laurence Olivier, Leslie Banks        | Drama             | Filmed in 1937                                                 |
| All at Sea                      | Herbert Smith                             | Sandy Powell, Kay Walsh                             | Comedy            |                                                                |
| At the Villa Rose               | Walter Summers                            | Judy Kelly, Keneth Kent, Clifford Evans             | Mystery           |                                                                |
| Band Waggon                     | Marcel Varnel                             | Arthur Askey, Richard Murdoch                       | Comedy            |                                                                |
| Blind Folly                     | Reginald Denham                           | Clifford Mollison, Lilli Palmer                     | Comedy            |                                                                |
| The Briggs Family               | Herbert Mason                             | Edward Chapman, Jane Baxter                         | Drama             |                                                                |
| Bulldog Sees It Through         | Harold Huth                               | Jack Buchanan, Greta Gynt                           | Mystery           | 18th (out of 26) film with Bulldog Drummond character          |
| Busman's Honeymoon              | Arthur B. Woods                           | Robert Montgomery, Constance Cummings, Leslie Banks | Mystery           |                                                                |
| The Case of the Frightened Lady | George King                               | Marius Goring, Helen Haye                           | Mystery           |                                                                |
| Cavalcade of Variety            | Thomas Bentley                            | Billy Cotton, Eve Becke                             | Musical           | [ 1 ]                                                          |
| Channel Incident                | Anthony Asquith                           | Peggy Ashcroft, Gordon Harker                       | Short/drama       |                                                                |
| Charley's (Big-Hearted) Aunt    | Walter Forde                              | Arthur Askey, Richard Murdoch                       | Comedy            | Based on the farce Charley's Aunt                              |
| The Chinese Bungalow            | George King                               | Paul Lukas, Kay Walsh, Jane Baxter                  | Drama             |                                                                |
| Contraband                      | Michael Powell                            | Conrad Veidt, Valerie Hobson                        | War/spy           |                                                                |
| Convoy                          | Pen Tennyson                              | Clive Brook, John Clements, Judy Campbell           | War               |                                                                |
| Crimes at the Dark House        | George King                               | Tod Slaughter, Sylvia Marriott, Hilary Eaves        | Drama             |                                                                |
| Dead Man's Shoes                | Thomas Bentley                            | Leslie Banks, Judy Kelly, Wilfrid Lawson            | Crime drama       |                                                                |
| Dr. O'Dowd                      | Herbert Mason                             | Shaun Glenville, Peggy Cummins                      | Drama             |                                                                |
| The Door with Seven Locks       | Norman Lee                                | Leslie Banks, Lilli Palmer                          | Horror/mystery    |                                                                |
| An Englishman's Home            | Albert de Courville                       | Edmund Gwenn, Mary Maguire                          | Drama             |                                                                |
| The Flying Squad                | Herbert Brenon                            | Sebastian Shaw, Phyllis Brooks                      | Crime             |                                                                |
| For Freedom                     | Maurice Elvey                             | Will Fyffe, Anthony Hulme                           | Drama             |                                                                |
| Full Speed Ahead                | John Hunt                                 | Michael Osler, Frederick Peisley, Dinah Sheridan    | Thriller          |                                                                |
| Garrison Follies                | Maclean Rogers                            | Barry Lupino, Nancy O'Neil                          | Comedy            | [ 2 ]                                                          |
| Gaslight                        | Thorold Dickinson                         | Anton Walbrook, Diana Wynyard                       | Mystery           |                                                                |
| George and Margaret             | George King                               | Marie Lohr, Judy Kelly                              | Comedy            |                                                                |
| Girl in the News                | Carol Reed                                | Margaret Lockwood, Barry K. Barnes                  | Thriller          |                                                                |
| The Girl Who Forgot             | Adrian Brunel                             | Elizabeth Allan, Ralph Michael, Enid Stamp-Taylor   | Comedy            |                                                                |
| Henry Steps Out                 | Widgey R. Newman                          | George Turner, Wally Patch                          | Comedy            |                                                                |
| His Brother's Keeper            | Roy William Neill                         | Clifford Evans, Tamara Desni                        | Drama             |                                                                |
| Hoots Mon!                      | Roy William Neill                         | Max Miller, Florence Desmond, Hal Walters           | Comedy            |                                                                |
| The House of the Arrow          | Harold French                             | Kenneth Kent, Diana Churchill                       | Mystery           |                                                                |
| It Happened to One Man          | Paul L. Stein                             | Wilfrid Lawson, Nora Swinburne                      | Drama             |                                                                |
| Jailbirds                       | Oswald Mitchell                           | Albert Burdon, Harry Terry                          | Comedy/crime      |                                                                |
| Just William                    | Graham Cutts                              | Richard Lupino, Fred Emney                          | Comedy            |                                                                |
| Laugh It Off                    | John Baxter                               | Tommy Trinder, Jean Colin                           | Musical comedy    |                                                                |
| Law and Disorder                | David MacDonald                           | Barry K. Barnes, Diana Churchill                    | Comedy/crime      |                                                                |
| Let George Do It!               | Marcel Varnel                             | George Formby, Phyllis Calvert                      | Comedy            |                                                                |
| Macushla                        | Alex Bryce                                | Liam Gaffney, Pamela Wood                           | Drama             |                                                                |
| Meet Maxwell Archer             | John Paddy Carstairs                      | John Loder, Marta Labarr                            | Mystery           |                                                                |
| The Midas Touch                 | David MacDonald                           | Barry K. Barnes, Judy Kelly, Frank Cellier          | Thriller          |                                                                |
| The Middle Watch                | Thomas Bentley                            | Jack Buchanan, Greta Gynt                           | Comedy            |                                                                |
| The Missing People              | Jack Raymond                              | Will Fyffe, Kay Walsh                               | Mystery           |                                                                |
| Mrs. Pym of Scotland Yard       | Fred Ellis                                | Mary Clare, Edward Lexy                             | Crime             |                                                                |
| Neutral Port                    | Marcel Varnel                             | Will Fyffe, Leslie Banks                            | War               |                                                                |
| Night Train to Munich           | Carol Reed                                | Margaret Lockwood, Rex Harrison                     | Thriller          |                                                                |
| Old Mother Riley in Society     | John Baxter                               | Arthur Lucan, Kitty McShane                         | Comedy            |                                                                |
| Old Mother Riley Joins Up       | Maclean Rogers                            | Arthur Lucan, Kitty McShane                         | Comedy            |                                                                |
| Olympic Honeymoon               | Alfred J. Goulding                        | Claude Hulbert, Monty Banks                         | Comedy            |                                                                |
| Pack Up Your Troubles           | Oswald Mitchell                           | Reginald Purdell, Wylie Watson                      | Comedy            |                                                                |
| Pastor Hall                     | Roy Boulting                              | Wilfrid Lawson, Nova Pilbeam                        | Drama             |                                                                |
| The Proud Valley                | Pen Tennyson                              | Paul Robeson, Edward Chapman                        | Drama             |                                                                |
| Return to Yesterday             | Robert Stevenson                          | Clive Brook, Anna Lee                               | Drama             |                                                                |
| Room for Two                    | Maurice Elvey                             | Frances Day, Vic Oliver, Basil Radford              | Comedy            |                                                                |
| Sailors Don't Care              | Oswald Mitchell                           | Tom Gamble, Edward Rigby                            | Comedy            |                                                                |
| Sailors Three                   | Walter Forde                              | Tommy Trinder, Claude Hulbert                       | Comedy            |                                                                |
| Saloon Bar                      | Walter Forde                              | Gordon Harker, Elizabeth Allan                      | Thriller          |                                                                |
| The Second Mr. Bush             | John Paddy Carstairs                      | Kay Walsh, Derrick De Marney                        | Comedy            |                                                                |
| Shadowed Eyes                   | Maclean Rogers                            | Basil Sydney, Patricia Hilliard                     | Crime             |                                                                |
| Somewhere in England            | John E. Blakeley                          | Frank Randle, Dan Young                             | Comedy            |                                                                |
| Spare a Copper                  | John Paddy Carstairs                      | George Formby, Dorothy Hyson                        | Comedy            |                                                                |
| The Spider                      | Maurice Elvey                             | Derrick De Marney, Diana Churchill                  | Crime             |                                                                |
| Spies of the Air                | David MacDonald                           | Edward Ashley, Felix Aylmer                         | Adventure         |                                                                |
| Spy for a Day                   | Mario Zampi                               | Douglas Wakefield, Albert Lieven                    | Comedy thriller   |                                                                |
| The Stars Look Down             | Carol Reed                                | Michael Redgrave, Margaret Lockwood, Emlyn Williams | Drama             |                                                                |
| Ten Days in Paris               | Tim Whelan                                | Rex Harrison, Kaaren Verne                          | Thriller          |                                                                |
| That's the Ticket               | Redd Davis                                | Sid Field, Hal Walters                              | Comedy            | [ 3 ]                                                          |
| They Came by Night              | Harry Lachman                             | Will Fyffe, Phyllis Calvert                         | Crime             |                                                                |
| The Thief of Bagdad             | Michael Powell, Ludwig Berger, Tim Whelan | Conrad Veidt, Sabu, June Duprez                     | Fantasy/adventure | Outbreak of World War II caused this to be finished in the US. |
| Three Silent Men                | Daniel Birt                               | Sebastian Shaw, Derrick De Marney                   | Crime             |                                                                |
| Tilly of Bloomsbury             | Leslie S. Hiscot                          | Sydney Howard, Jean Gillie                          | Comedy            |                                                                |
| Two for Danger                  | George King                               | Barry K. Barnes, Greta Gynt                         | Crime             |                                                                |
| Two Smart Men                   | Widgey R. Newman                          | Leslie Fuller, Wally Patch                          | Comedy            |                                                                |
| Under Your Hat                  | Maurice Elvey                             | Jack Hulbert, Cicely Courtneidge                    | Comedy            |                                                                |
| Where's That Fire?              | Marcel Varnel                             | Will Hay, Graham Moffatt, Moore Marriott            | Comedy            |                                                                |
| A Window in London              | Herbert Mason                             | Michael Redgrave, Patricia Roc                      | Thriller          |                                                                |